# Falukorv

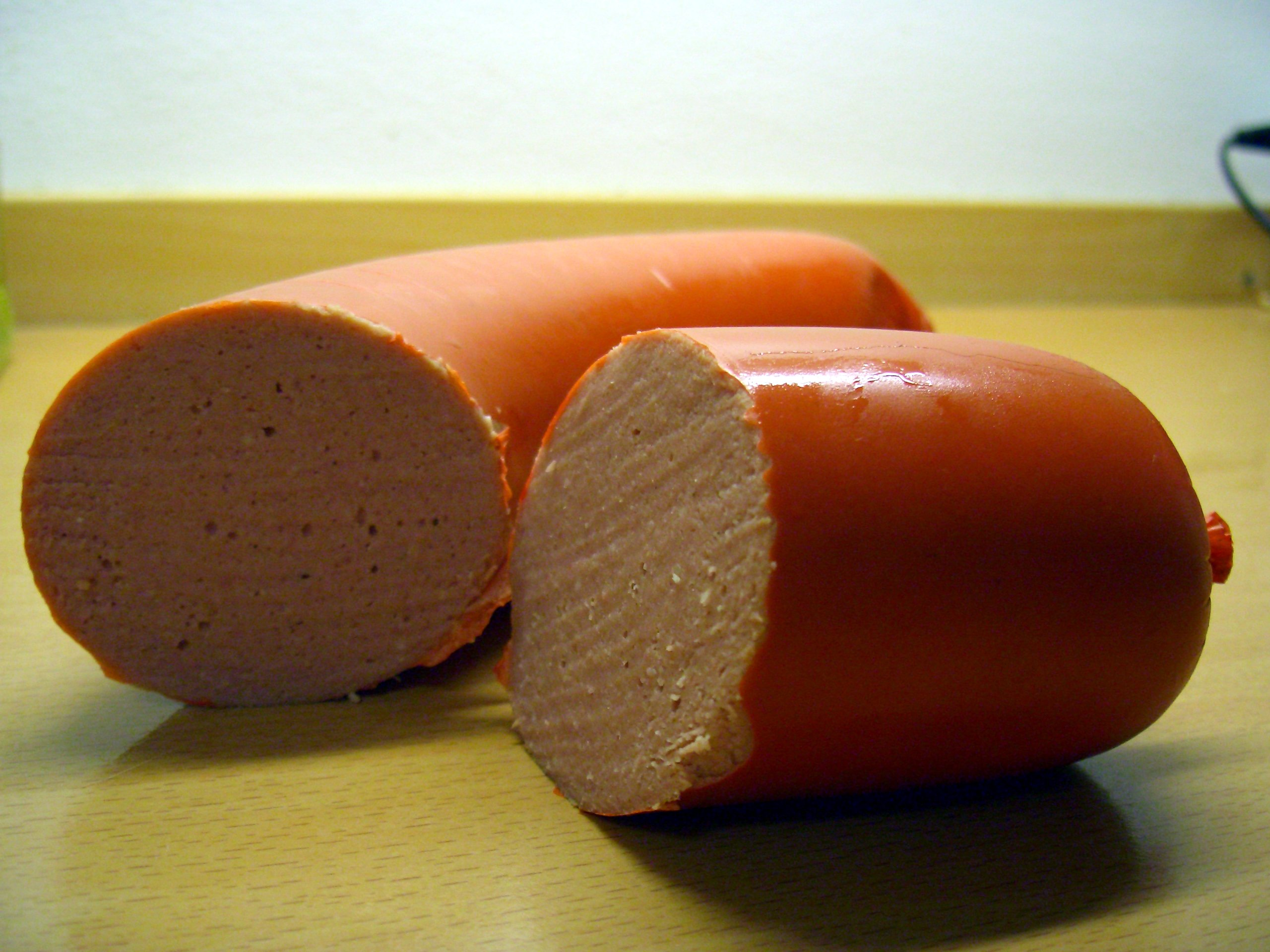
Falukorv

Falukorv (letterlijk: worst uit Falun) is een traditionele worst uit Zweden, die overal in dat land populair is. De worst stamt uit de 16e en 17e eeuw, toen mijnwerkers uit Falun de ingrediënten van de Falukorv 'ontdekten'. De worst wordt vooral bij macaroni en aardappelpuree gegeten en is in vele Zweedse gezinnen dagelijkse kost.